# مارک اورل کیلار
مارک اورل کیلار (انگلیسی: Marc-Aurèle Caillard؛ زادهٔ ۱۲ مهٔ ۱۹۹۴) بازیکن فوتبال اهل فرانسه است که به عنوان دروازه‌بان بازی می‌کند.
از باشگاه‌هایی که در آن بازی کرده‌است می‌توان به باشگاه فوتبال گنگام، باشگاه فوتبال کلرمون فوت، باشگاه فوتبال متس، و آ.اس موناکو اشاره کرد.
وی همچنین در تیم‌های ملی فوتبال زیر ۱۶ سال فرانسه و زیر ۱۸ سال فرانسه بازی کرده‌است.